# Cercle polar
A la Terra, els cercles polars són els paral·lels que es troben a les latituds 66º 33' 39" N (cercle polar àrtic) i 66º 33' 39" S (cercle polar antàrtic). Les regions situades al llarg dels cercles polars experimenten, una vegada a l'any, un període de 24 hores seguides amb el Sol per sobre l'horitzó (durant el solstici d'estiu) i un altre de 24 hores seguides amb el Sol per sota l'horitzó (durant el solstici d'hivern). Els cercles polars delimiten les regions de l'Àrtida i l'Antàrtida de les zones temperades nord i sud, respectivament.

## Moviment dels cercles polars

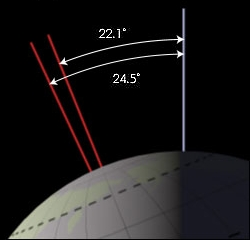
Màxima i mínima obliqüitat de l'eclíptica.

La posició (latitud) dels cercles polars està determinada per la inclinació de l'eix de rotació de la Terra respecte a la perpendicular al pla de la seva òrbita al voltant del Sol. Aquest angle s'anomena obliqüitat de l'eclíptica i no és constant en el temps sinó que oscil·la de forma periòdica, la qual cosa és causada pel moviment de l'òrbita terrestre que resulta de les pertorbacions planetàries i pels moviments de precessió i nutació de la Terra. La variació d'aquest angle modifica la latitud dels cercles polars uns quants metres cada any.
El moviment de precessió fa que, en un temps de 20.500 anys, l'obliqüitat de l'eclíptica oscil·li entre els 22,1º i els 24,5º. Al cap de 20.500 anys més, l'angle torna a la posició inicial. Aquest cicle de 41.000 anys s'anomena cicle de Milankovitch, pel climatòleg serbi Milutin Milanković. Aquests 2,4º d'oscil·lació equivalen a una distància d'uns 270 km sobre la superfície de la Terra. Actualment, aquest angle és de 23° 26′ i decreix uns 0,47" (14,5 m) per any. El moviment de nutació provoca un altre cicle, aquest amb un període de només 18,6 anys i una amplitud angular de poc més de 9" (280 m a la superfície).
El moviment real de la latitud dels cercles polars és el resultat d'una complexa combinació d'aquests cicles. Actualment, els cercles polars s'estan movent en direcció als respectius pols una mitjana d'uns 14,5 metres cada any. En realitat, els cercles polars no es desplacen de forma regular la mateixa distància cada any sinó que aquesta distància varia uns quants metres d'un any a l'altre.